# Новый Мисхор
Новый Мисхор (укр. Новий Місхор, крымскотат. Yañı Mishor) — бывший курортный посёлок в Мисхоре, созданный в конце XIX — начале XX века на землях имения Мисхор его владельцами Павлом Петровичем Шуваловым и его женой Елизаветой Владимировной.

## Курортный посёлок
На рубеже XIX—XX веков Южный берег Крыма охватил курортный бум: сюда, в Ялту и её окрестности хлынул невиданный ранее поток отдыхающих, в связи с чем у местных землевладельцев появилась возможность улучшить материальное положение, сдавая участки и особняки отдыхающим.
В 1890-х годах Елизавете Владимировне Шуваловой, супруге владельца имения Мисхор Павла Петровича Шувалова, также пришла идея создать на землях своего имения курорт — вначале хозяева просто сдавая имение в аренду на время своего отсутствия. В 1898 году было решено выделить под застройку 15 десятин земли в западной части владений, по берегам реки Хаста-Баш. Для планировки пригласили известного архитектора Тарасова (автора проекта Дворца эмира Бухарского). Территорию будущего посёлка поделили на 50 участков площадью от 300 до 700 квадратных саженей. Тарасов определил границы 36 участков, а с 1900 года, после того как Тарасов был назначен главным архитектором Ялты, обустройством занимался техник-строитель Александр Андреевич Померанцев. договоры аренды содержали обязательства арендодателя и арендаторов. Владельцы имения обязывались проложить дороги, водопровод, канализацию. Арендаторам участки отдавались в аренду (в среднем по 20—30 копеек за квадратную сажень) сроком на 46—60 лет, разрешено было строить капитальные здания, передавать их по наследству, от них требовалось соблюдение правил поведения, в том числе чистоты, сохранения парковых насаждений и так далее. С 1903 года набор требований к арендаторам был расширен, добавили пункты о содержании дачи в исправном виде, соблюдении санитарных норм, регулярной очистке территории, страховании от пожара каждый год за свой счёт, своевременной оплате аренды на срок 60 лет (оплата за первые 30 лет ниже, последующие 30 лет с 25—30 % надбавкой), запрещалось открывать в дачах пансионаты для больных, а передавать строения другим лицам можно было только с разрешения управляющего имением. Позже добавили пункты о праве дачников пользоваться парком и требование о строительстве дач под надзором техника.
Исторически сложилось так, что большинством арендаторов оказались представители творческой интеллигенции. Среди известных обитателей были сестра Антона Павловича Мария Павловна Чехова, вдова Саввы Морозова Зинаида Рейнбот, архитектор Леонид Браиловский.
К 1910 году здесь было уже несколько особняков, был построен пансион, в котором сдавались меблированные комнаты со столом, но, «без постельного белья». Владелицы имения выстроили ванное заведение с морскими и пресными ваннами, пользование осуществлялось но билетам, продаваемым в конторе имения. В посёлке работали почта и телеграф, современники отмечали прекрасные теннисные корты.

## После революции
В годы гражданской войны в Новом Мисхоре собралось много бежавших от большевиков представителей артистической богемы, среди которых художники Савелий Сорин, Сергей Судейкин с женой Верой, Сергей Маковский, Иван Билибин и многие другие.
После окончательного установления в Крыму советской власти, 16 декабря 1920 года приказом председателя Революционного комитета Крыма были изъяты «из частного владения как разных ведомств, так и частных лиц все имения Южного берега Крыма в районе от Судака до Севастополя включительно» и передавались в ведение специально созданного Управления Южсовхоза. В ноябре того же года контрольная комиссия совхоза Мисхор составила акт приёма-передачи бывшего имения княгини Долгоруковой, в котором отмечалось, что имение содержалось превосходно. Также в акте было подробно переписано всё, что касалось имущества и земель усадьбы. 1 июня 1923 года организуется курпансион «Группа дач Мисхора», в который включили и бывшую дачу (по другим данным в 1925 году), с октября 1928 года курпансион «Группа дач Мисхора» стал санаторием «Коммунары», ныне санатории «Ай-Петри» и «Морской прибой». На рубеже 1970—1980-х годов произвели масштабную застройку территории бывшего Нового Мисхора, в результате которой часть дач начала XX века была утрачена, а на их месте возвели многоэтажные корпуса.